# Список Героев Украины/З
В настоящем списке в алфавитном порядке представлены люди, получившие почётное звание Герой Украины, чьи фамилии начинаются с буквы «З».
- Список содержит информацию о дате указа присвоения почётного звания, роде деятельности награждённых и годах их жизни.

## Список людей, фамилии которых начинаются с «З»
| № | Фамилия, Имя Отчество         | Дата Указа | Деятельность | Годы жизни            |
| - | ----------------------------- | ---------- | --- | --------------------- |
| 1 | Загребельный, Павел Архипович | 25.08.2004 | Писатель, Киев | 25.08.1924—03.02.2009 |
| 2 | Запорожец, Иван Иванович      | 08.10.1999 | Председатель колхоза имени Энгельса, Новопсковский район Луганской области                                                          | род. 17.11.1940       |
| 3 | Засуха, Татьяна Владимировна  | 21.08.2003 | Народный депутат Украины | род. 25.04.1964       |
| 4 | Звягильский, Ефим Леонидович  | 20.02.2003 | Народный депутат Украины, Председатель Совета арендаторов — Генеральный директор арендного предприятия «Шахта имени А. Ф. Засядько» | род. 20.02.1933       |
| 5 | Зинкевич, Василий Иванович    | 19.08.2009 | Певец, Киев | род. 01.05.1945       |
| 6 | Зубец, Михаил Васильевич      | 16.12.2009 | Президент Украинской академии аграрных наук (УААН), академик УААН, Киев                                                             | род. 07.04.1938       |